# تلفزيون نيوزيلندا
تلفزيون نيوزيلندا (بالإنجليزية: Television New Zealand, TVNZ)‏ هي شبكة تلفزيونية مملوكة للدولة يتم بثها في جميع أنحاء نيوزيلندا وأجزاء من منطقة المحيط الهادئ.